# Vinciguerria poweriae
Vinciguerria poweriae é uma espécie de peixe luminoso, pertencente ao género Vinciguerria, que ocorre em águas marinhas profundas, a profundidades entre 300 a 600 m durante o dia e os 50 a 350 m durante a noite. Alimentam-se de pequenos crustáceos.